# Australia Post
Australia Post (formeel de Australian Postal Corporation) is een Australisch staatsbedrijf dat de postdiensten in Australië verzorgt. Het hoofdkantoor is gevestigd in Melbourne, boven het postkantoor op Bourke Street.
De postfuncties werden sinds de oprichting van de federatie Australië in 1901 verzorgd door het departement van de Postmaster-General, en overgenomen door de Australian Postal Commission in 1975 toen dat departement werd opgeheven. In 1989 werd de commissie omgevormd tot het huidige staatsbedrijf, dat opereert onder de naam Australia Post.